# Equipo de Copa Davis del Perú
El Equipo de Copa Davis del Perú es el equipo representativo del país en el torneo de la Copa Davis. Su organización está a cargo de la Federación Peruana de Tenis. En la temporada 2019 formó parte del Grupo II de la Zona Americana.

## Historia
Aunque en 1959, Alex Olmedo, arequipeño de nacimiento, ganó la Copa Davis con el equipo estadounidense, la primera participación peruana como representativo tuvo lugar en 1968, (ya que a pesar de que oficialmente comenzó en 1933, sus tres presentaciones de los años 1933, 1934 y 1950 fueron derrotas por walkover), cuando recibió en Lima a Chile, perdiendo por 3-0. Aquel elenco peruano estuvo integrado por Tomás Gonzáles y Alfredo Acuña. Luego vendrían años de actuaciones irregulares y muchos altibajos.
La primera victoria del elenco nacional llegó en 1976, cuando derrotó a Uruguay, en Montevideo, por 2-3. Ese elenco peruano contó con Miguel Maurtua y Fernando Maynetto. El siguiente rival fue Brasil, que ganó la serie por 5-0. La primera gran participación peruana en su historia fue en 1989, cuando derrotó a Ecuador por 5-0 y a Brasil por 3-2 (siendo esta última la primera victoria peruana en Lima), para acceder, por primera vez, a un repechaje en busca del ingreso al Grupo Mundial. El rival fue el equipo australiano de Darren Cahill y Wally Masur. El partido, disputado en Lima, fue favorable para los oceánicos por 3-2. En el equipo peruano destacaban tenistas como Jaime Yzaga, Pablo Arraya y Carlos di Laura.
Luego de esa campaña, los primeros años de la década de 1990 fueron negativos para Perú, perdiendo muchos más partidos de los que ganó en ese período, terminando en un nuevo descenso al Grupo II de la Zona Americana en 1992. En 1994, consiguió derrotar de manera consecutiva a México (3-2), a Chile (3-2) y a Brasil (3-2), logrando por segunda vez en su historia alcanzar las eliminatorias para definir el ingreso a Grupo Mundial. El rival de turno fue Dinamarca, contra el que se jugó en dicho país, perdiendo por 4-1.
Sin embargo, a pesar de la gran actuación de 1994, no logró evitar que en el año siguiente el equipo estuviera a punto de descender al Grupo II, debido a problemas con los principales jugadores de individuales peruanos. Solo la victoria en el partido definitorio ante Uruguay por 4-1 evitó el descenso en una temporada en la que perdió ante México (3-1) y ante Bahamas (3-2). En 1996, la desorganización siguió, por lo cual (a pesar de seguir contando con Jaime Yzaga y tener a Alejandro Aramburú en el pleno de su físico) no consiguió evitar el descenso al Grupo II de la Zona Americana, merced de las derrotas ante Bahamas (3-2) y Chile (5-0).
En el año siguiente, el triunfo ante Cuba por 3-2 pareció encender la luz de esperanza, pero la derrota por 5-0 ante Colombia (rival al que no se enfrentaba desde 1993) marginó el regreso peruano a otro año. El punto positivo del año fue la aparición de Luis Horna como nuevo valor peruano; pero, por otro lado, marcó la despedida de Jaime Yzaga de la actividad tenística. A pesar de que en 1998 la Federación Peruana de Tenis asumió con más responsabilidad el desempeño peruano en el torneo, no se pudo evitar un nuevo fracaso al perder ante Uruguay por 4-1, a pesar del triunfo por 5-0 ante Jamaica. En 1999 se dio el regreso al Grupo I de la Zona Americana, producto de los triunfos ante República Dominicana (4-1), Uruguay (4-1) y México (3-2).
El comienzo del nuevo siglo trajo consigo el regreso peruano a la élite americana del tenis, con un triunfo ante Bahamas por 4-1. Lamentablemente, la siguiente ronda cortó la racha peruana al ubicarlo como rival de Ecuador y de la (por entonces) dupla inquebrantable que conformaban los Hermanos Lapentti. Al año siguiente (ya con Iván Miranda como integrante) continuó la racha negativa del seleccionado peruano: derrotas ante Bahamas y México (3-2) y un nuevo descenso al Grupo II. A diferencia del anterior descenso, en donde se tuvo que esperar muchos años para el ascenso, esta vez no hubo ningún tropiezo y cumplió una gran campaña. Triunfos holgados ante Guatemala (4-1), Paraguay (3-2) y Uruguay (4-1). El año 2003 fue relativamente corto para el equipo peruano, ya que solo tuvo dos partidos: triunfo ante Bahamas por 5-0 y derrota ante Canadá por idéntico marcador.
El año 2004 estuvo rodeado por altibajos para el equipo peruano, sus dos primeras actuaciones fueron decepcionantes al perder ante Chile (5-0) y ante Ecuador (4-1). El partido que definió el descenso de ese año al Grupo II fue ante Brasil (que no contaba con sus principales figuras por un problema con su federación) y al que derrotaron por 4-1. El año 2005 fue igual de corto que el 2003: derrota ante Venezuela (4-1) y triunfo ante Paraguay (5-0). Eln 2006 a Perú le tocó empezar su actuación ante Brasil, con el cual perdió por un ajustado 3-2. Luego fue el turno de enfrentar a Ecuador, que no contó con ninguno de los Hermanos Lapentti, al igual que Horna era el gran ausente por Perú. Finalmente, el triunfo fue incaico, con lo cual aseguró su permanencia en el Grupo I.
En 2007, empezó ganando la serie ante Venezuela por 3-2, en la siguiente ronda jugó contra México y se impuso por 3-2, por lo que enfrentó a Bielorrusia en los play-offs, donde triunfó 4-1, accediendo por primera vez al Grupo Mundial del torneo. En su histórico debut en el Grupo Mundial, debió enfrentar en primera ronda al equipo español como local en Lima. A pesar de que España no contó con sus dos mejores jugadores, se mostró muy superior y ganó por 5-0. En la serie por la permanencia, Perú viajó a Ramat Hasharon para enfrentar a Israel. Pese a la victoria de Luis Horna en el primer punto frente a Harel Levy, terminó perdiendo la serie por 4-1, lo que decretó que en el año 2009 regrese al Grupo I de la Zona Americana, donde no le fue bien al ser derrotado consecutivamente por Ecuador (4-1), Canadá (3-2) y Uruguay (4-1) por lo que volvió a descender al Grupo II para el torneo de 2010. Esta edición marcó el adiós de Luis Horna de la competición.

## Evolución
El equipo peruano de Copa Davis ha disputado las siguientes etapas dentro de este torneo a lo largo de los años:
| Año                                 | Grupo    | 2a ronda (play-offs) | 1a ronda (play-offs) | 1a ronda             | 2a ronda                      | 3a ronda           | Resultado   |
| ----------------------------------- | -------- | -------------------- | -------------------- | -------------------- | ----------------------------- | ------------------ | ----------- |
| 2013                                | GII - ZA |                      |                      | Perú 5–0 Haití       | Perú 1–4 Venezuela            |                    | G2-2014     |
| 2014                                | GII - ZA |                      |                      | Bolivia 2–3 Perú     | México 3–1 Perú               |                    | G2-2015     |
| 2015                                | GII - ZA |                      | Perú 3–2 Bolivia     | Chile 5–0 Perú       |                               |                    | G2-2016     |
| 2016                                | GII - ZA |                      |                      | Perú 3–2 Uruguay     | Perú 4–1 México               | Perú 3–2 Venezuela | G1-2017     |
| 2017                                | GI - ZA  | Perú 1–4 DOM         | BYE                  | Perú 0–5 Ecuador     |                               |                    | G2-2018     |
| 2018                                | GII - ZA |                      |                      | Perú 4–1 Bolivia     | México 3–1 Perú               |                    | G2-2019     |
| 2019                                | GII - ZA |                      |                      | El Salvador 2–3 Perú |                               |                    | PO GM1-2020 |
| Cambio de formato de la competición |          |                      |                      |                      |                               |                    |             |
| 2020-21                             | GM1      |                      |                      | Perú 3–1 Suiza       | Perú 3–2 Bosnia y Herzegovina | Rumania 4–0 Perú   | PO GM1-2022 |
| 2022                                | GM1      |                      |                      | Perú 3–1 Bolivia     | Perú 2–3 Chile                |                    | PO GM1-2023 |
| 2023                                | GM1      |                      |                      | Perú 4–0 Irlanda     | Perú 4–1 Noruega              |                    | Q-2024      |
| 2024                                | GM1      |                      |                      | Chile 3–2 Perú       | Suiza 4–0 vs. Perú            |                    | PO GM1-2025 |
| 2025                                |          |                      |                      | Líbano vs. Perú      |                               |                    |             |

## Plantel
El equipo peruano que participó en las últimas ediciones de la Copa Davis estuvo formado por:
| Tenista                 | 2016 | 2016 | 2017 | 2017 | 2018 | 2018 | 2019 | 2019 | 2020-21 | 2020-21 | 2022 | 2022 | 2023 | 2023 | 2024 | 2024 | 2025 | 2025 |
| Tenista                 | Ind  | Dob  | Ind  | Dob  | Ind  | Dob  | Ind  | Dob  | Ind     | Dob     | Ind  | Dob  | Ind  | Dob  | Ind  | Dob  | Ind  | Dob  |
| ----------------------- | ---- | ---- | ---- | ---- | ---- | ---- | ---- | ---- | ------- | ------- | ---- | ---- | ---- | ---- | ---- | ---- | ---- | ---- |
| Juan Pablo Varillas     | 1–0  | 0–3  | 0–2  | –    | 1–2  | –    | 1–1  | 1–0  | 4–0     | –       | 4–0  | 1–0  | 2–0  | 1–0  | 0–3  | –    |      |      |
| Ignacio Busé            |      |      |      |      |      |      |      |      |         |         |      |      | 1–0  | 1–0  | 1–2  | –    | 1–0  |      |
| Gonzalo Bueno           |      |      |      |      |      |      |      |      |         |         | –    | –    | 1–1  | –    | 0–1  | –    | 1–0  |      |
| Conner Huertas del Pino |      |      |      |      |      |      | –    | –    | 0–1     | 0–1     | 0–1  | –    | 1–0  | –    | –    | 1–1  |      |      |
| Alexander Merino        |      |      | 0–1  | –    | NS   | NS   | NS   | NS   | NS      | NS      | NS   | NS   | NS   | NS   | NS   | NS   |      |      |
| Arklon Huertas del Pino |      |      |      |      |      |      | –    | –    | NS      | NS      | –    | 0–1  | 1–0  | 1–0  | –    | 1–1  |      |      |
| Jorge Brian Panta       | 1–0  | 0–2  | –    | 0–1  | 1–0  | 0–1  | NS   | NS   | 0–1     | 1–1     | NS   | NS   | –    | 1–0  |      |      |      |      |
| Nicolás Álvarez         | 4–0  | –    | 0–2  | 0–1  | 1–0  | –    | 1–1  | –    | 1–3     | –       | 0–2  | –    |      |      |      |      |      |      |
| Sergio Galdós           |      |      | –    | 0–1  | –    | 1–0  | –    | 1–0  | –       | 1–2     | –    | 1–1  |      |      |      |      |      |      |
| Mauricio Echazú         | 4–2  | –    | 1–2  | 0–1  | 0–1  | –    |      |      |         |         |      |      |      |      |      |      |      |      |
| Duilio Beretta          |      |      |      |      | 1–0  | 1–1  |      |      |         |         |      |      |      |      |      |      |      |      |
| Duilio Vallebouna       | –    | 0–1  |      |      |      |      |      |      |         |         |      |      |      |      |      |      |      |      |

     - Tenistas seleccionados para la última serie disputada. 
 NS: Tenista no seleccionado en ese año.

## Escenarios
- Club Lawn Tennis de la Exposición: Ubicado en el distrito limeño de Jesús María, es sede habitual de los partidos del equipo peruano y de cualquier competición importante en suelo peruano. Fundado en 1884, acogió la primera generación de oro del tenis peruano a finales de 1980 y comienzos de 1990. Su principal coliseo es el de los Hermanos Buse.
- Court del Bulevar Sur Plaza de Asia: Ubicado en la provincia de Cañete, este balneario se convirtió en la sede principal de Perú a inicios del presente siglo, con la construcción de un coliseo especial para cada partido que se jugara. Este escenario se ubica en la zona comercial más importante de la provincia perteneciente al departamento de Lima.
- Rinconada Country Club: Ubicado en el distrito limeño de La Molina. Fue usado en el partido histórico frente a Bielorrusia con triunfo peruano por 4-1. Su superficie es de arcilla.
- Club Internacional: Ubicado en la ciudad de Arequipa. Ha sido utilizado para partidos de la Zona Americana Grupo I y II dado que dos integrantes del actual equipo peruano son arequipeños y dominan los 2335 m s. n. m. de la denominada Ciudad Blanca. Su principal coliseo es el Alejandro Olmedo, y su superficie de arcilla.